# 2013年德拉省战役
2013年德拉省攻势是一场发生在叙利亚内战期间的战役。叙利亚自由军在德拉省发动攻势以夺取具有战略意义的边境地区。反对派的攻势开始于2013年3月初。在战役中，反对派攻占了多个军事基地和城镇。这场攻势最终因为政府军在8月中旬的反攻而陷入停顿，政府军在反攻夺回了多座城镇。

## 背景
2013年年初，在叙利亚南部的反对派开始通过叙利亚与约旦边境获得了一些由外国政府资助的武器。这给了反对派新的动力。反对派准备发动一场旨在夺取叙约边境周边至关重要地区的攻势。如果反对派夺取了这些地区，将使得反对派获得一个很重要的能力使其能够对首都大马士革发动进攻。

## 战役进程

### 反对派的进攻
2013年3月3日，在叙以停火线附近的Jalma村，反对派攻占了一个炮兵部队阵地。在战斗中8名反对派丧生。根据叙利亚人权观察组织（SOHR）的报道，反对派匆匆处决了炮兵部队指挥官。
3月23日，多个反对派派别联合起来，在连接大马士革和约旦至、具有重要战略意义的高速公路附近夺取了叙利亚陆军第38师的防空基地，并击毙了基地的指挥官Mahmoud Darwish将军。
第二天，反对派在叙约边境地区夺取了1块面积为25平方公里的狭长地区，这一地区里有Muzrib镇、Abdin镇和Al-Rai军事检查站。
3月29日，反对派在数天激战之后控制了距离叙约边境10英里的重镇Da’el。战斗共导致38人丧生，其中包括16名反对派武装。
4月3日，反对派攻占了德拉市北郊Alma镇的一处叙利亚陆军防空基地。
4月5日，在持续一周的围困之后，反对派攻占了一处政府军兵营，这座兵营负责保卫叙约边境地区。在围困战中数十人丧生。

### 政府军的反击
4月10日，叙利亚政府军在Sanamein镇和Ghabagheb镇发动反击，最终控制了Sanamein。叙利亚国家电视台报道政府军还在Tafas、Dael和Jassim发起行动。在Sanamein镇的战斗有54人丧生，其中包括29名平民、16名反对派、9名政府军和3名變節士兵。

## 德拉省内后续的冲突
5月8日，政府军夺取了战略重镇Khirbet Ghazaleh，该镇位于通往约旦边境的高速公路旁。由于缺少援兵和弹药，超过1000名反对派武装分子从该镇撤出。该镇的易手以使得政府军能够重开通往双方正在争夺的德拉市的补给线。不仅是Khirbet Ghazaleh，反对派还从其他城镇撤出以避开政府军沿着高速公路发动的攻势，因为他们缺乏弹药。但是当天晚些时候，一名反对派指挥官声称这次撤退是反对派的一个计划，给政府军设一个陷阱，并且反对派成功收复了Khirbet Ghazaleh。这则声明遭到SOHR否认，SOHR声称反对派只收复了Khirbet Ghazaleh镇的一个社区，战斗在该镇仍在持续。
5月12日，政府军完全控制了Khirbet Ghazaleh镇及其附近的高速公路。
在6月初，根据约旦边境卫队的说法，反对派在边境线叙利亚一侧针对叙政府军的据点发动了一次拙劣的攻击。“他们用一种很拙劣的方式进攻政府军的检查站，”约旦的一名指挥官说“有时候你会看见他们笨拙地操作着他们的武器，而且只是在浪费子弹。他们机会从来没有利用过政府军遗留的车辆和装备。很明显可以发现他们没有受过良好训练。”叙利亚政府军正逐步逼近叙约边境。政府军最近针对反对派取得的进展要归功于政府军最近获得的装备和车辆。这些装备和车辆之前从未在政府军阵营中看到过，包括无人机、反迫击炮系统和通讯干扰装置。反迫击炮系统在一些地区部署，使得政府军可以定位迫击炮发射位置甚至在反对派发动进攻之前就予以打击。
在6月末，反对派陷入了在叙利亚南部被政府军击败并失去对叙约边境安全地区控制的恐慌中。到了6月26日，政府军已经控制了Itlaa村和Basr As Sham村，在al-Sheikh Maskin村外围也爆发了战斗。
6月28日，包括胜利阵线在内的一支反对派武装控制了德拉市内的具有战略意义的Binayat检查站。他们还占领了德拉市南端Omari清真寺的附近地区。这座清真寺是2011年3月抗议活动的中心。
8月8日，全国联盟的领导人艾哈迈德·杰尔巴（Ahmad Jarba）穿过叙约边境抵达德拉省的反对派控制区，拜访了难民并参加了开斋节活动。陪同他的有叙利亚自由军德拉军事委员会领导人艾哈迈德·尼玛（Ahmad Nima）。
9月28日，在数天交战后，包括与基地组织有关联团伙在内的一伙反对派武装夺取了叙约边境上的Ramtha过境通道，战斗中26名政府军士兵和7名外籍武装分子丧生。
10月9日，在持续1个月的激烈战斗之后，反对派夺取了德拉市附近的Hajanar过境通道。Hajanar过境通道的易手意味着反对派现在已经控制了从德拉市市郊到戈兰高地叙利亚边境线附近的一大片地盘。
10月21日，叙利亚自由军高级官员，同时也是Fallujah-Houran旅领导人的Yasser Abbud在Tafas与政府军的战斗中被击毙。他也是叙利亚自由军军事委员会成员之一。
12月2日，伊斯兰武装分子成功攻占了Busir al Harir镇附近的一个军械基地，在战斗中多名政府军被俘。
2014年1月3日，反对派武装声称他们控制了省内Jasem镇的医院，这座医院是政府军的驻扎地。
2月3日，主要有叙利亚自由军组成的反对派武装发动了一场代号为“Geneva Houran”的攻势。2月2日流出的一部视频展现了在反对派攻占德拉市北部Athman镇附近政府军据点后政府军士兵的尸体。据报道这场新的攻势由西方国家提供财政支持，海湾地区国家提供轻武器支援。570万美元现金被资助给反对派。据报道在约旦美国运作了一个训练基地。这些援助计划覆盖了从大马士革市郊到德拉省的反对派。叙利亚自由军和其他温和派别在叙利亚南部拥有最大的兵力和影响力。